# Estádio Estadual Lourival Baptista
O Estádio Estadual Lourival Baptista, mais conhecido como Arena Batistão, é um estádio de futebol localizado em Aracaju e construído em 9 de julho de 1969. Desde sua inauguração o estádio já recebeu alguns amistosos da Seleção Brasileira. Nas décadas de 70 e 80 era o palco dos clubes sergipanos  que disputaram o Campeonato Brasileiro da Série A,  recebendo dessa forma todos os principais clubes do Brasil e os principais atletas da época. Hoje é  palco dos principais clubes da capital, Confiança e Sergipe, que atuam pelo Campeonato Sergipano de Futebol, Campeonato Brasileiro Série C . Esporadicamente, recebe jogos de maior importância a nível nacional, tal como Copa do Brasil e,  mais recentemente,  da 4ª rodada do 1ª divisão do Campeonato Brasileiro de Futebol de 2013 que teve como mandante o Esporte Clube Bahia.
Para a Copa do Mundo de 2014 o estádio foi escolhido como Centro de Treinamento para a seleção da Grécia. Estabelece-se, desse modo, o fortalecimento do vínculo entre dois povos que tem por tradição a simplicidade e o grande acolhimento aos seus visitantes. Laço este que promete auxiliar o apoio da torcida local com presságios de boa sorte na disputa do Mundial.
O Batistão representa o principal palco para as seguintes competições profissionais que estruturam o calendário desportivo anual envolvendo clubes sergipanos:
- Copa do Brasil de Futebol (Nível Nacional);
- Campeonato Brasileiro Série B (Nível Nacional);
- Campeonato Brasileiro Série D (Nível Nacional);
- Copa do Brasil de Futebol Feminino (Nível Nacional);
- Copa do Nordeste de Futebol (Nível Regional);
- Nordeste Bowl de Futebol Americano (Nível Regional);
- Liga Nordeste de Rugby XV (Nível Regional);
- Campeonato Sergipano de Futebol (Nível Local);
- Campeonato Sergipano de Futebol da 2ª Divisão (Nível Local);

## História
O Batistão foi erguido no mesmo local onde antes existia o antigo Estádio Estadual de Aracaju. Luiz Gonzaga compôs e cantou uma música alusiva à sua inauguração. Nela, era mencionado não apenas a função esportiva da edificação, mas também o papel educacional, visto que abaixo das arquibancadas foram construídas salas de aula que funcionaram por alguns anos. Infelizmente esse projeto foi abandonado ainda na década de 1970 e em seu lugar abrigaram-se diversas federações esportivas, incluindo a de futebol, posteriormente removidas somente quando do início da reforma para a Arena Batistão, em 2013.  Seu primeiro administrador foi o famoso radialista José Carvalho, o qual manteve por 53 anos no ar (ao vivo) o Programa "Cooperativismo em Foco", onde reportava todas as manifestações de cooperativas tanto no Estado de Sergipe como no Brasil. José Carvalho foi merecedor de diversas homenagens dentre as quais está a Medalha do Pacificador, maior honra recebida por um civíl por parte do Exército Brasileiro [carece de fontes?].

### Jogo inaugural
Com público de 45.058 pessoas, ocorreu no dia 9 de julho de 1969 um jogo amistoso comemorando a inauguração do Batistão envolvendo os times da Federação Sergipana de Desportos/FSD e a Seleção Brasileira de Futebol.
Com gols de Toninho Guerreiro (2), Clodoaldo, Gerson, Paulo César Caju, Paulo Borges e Beto (contra), para o selecionado nacional, e de Vevé e Fernando, para o selecionado sergipano, a Seleção Brasileira venceu a sergipana por 8 a 2, num amistoso apitado pelo árbitro Armando Marques. O 1º gol marcado no Batistão foi de Toninho Guerreiro, pela Seleção Brasileira. Por sua vez, Clodoaldo, na época jogador do Santos FC, foi o 1º sergipano a marcar um gol no estádio, porém pela Seleção Brasileira. Vevé, o " Canhão do Bairro Industrial", marcou o 1º gol de um sergipano radicado no estado, e o zagueiro Beto, do Olímpico, marcou o 1º gol contra da história do Batistão.

#### Atletas
| Seleção Sergipana      | Seleção Sergipana     |
| Jogador                | Time                  |
| ---------------------- | --------------------- |
| Gilton                 | Confiança             |
| Marcelo                | Itabaiana             |
| Augusto                | Itabaiana             |
| Zé Américo             | Cotinguiba            |
| Mario Portela          | Sergipe               |
| Vidal                  | Confiança             |
| Beto                   | Olímpico de Aracaju   |
| Zé Paulo               | Itabaiana             |
| Gecélio                | Sergipe               |
| Zé Arlindo             | Confiança             |
| Evangelista            | Confiança             |
| Tatica                 | Itabaiana             |
| Bené                   | Sergipe               |
| Caroço                 | Cotinguiba            |
| Paulo Lumumba          | Grêmio / Ex-Confiança |
| Beto                   | Confiança             |
| Piranha                | Lagarto               |
| Vevé                   | Confiança             |
| Edmílson               | Itabaiana             |
| Joel                   | Sergipe               |
| Fernando               | Sergipe               |
| Treinador              |                       |
| Edmur Cruz - Itabaiana |                       |

| Seleção Brasileira    | Seleção Brasileira |
| Jogador               | Time               |
| --------------------- | ------------------ |
| Félix                 | Fluminense         |
| Lula                  | Corinthians        |
| Carlos Alberto Torres | Santos             |
| Zé Maria              | Portuguesa         |
| Djalma Dias           | Atlético Mineiro   |
| Brito                 | Vasco da Gama      |
| Piazza                | Santos             |
| Joel Camargo          | Santos             |
| Rildo                 | Santos             |
| Clodoaldo             | Santos             |
| Gérson                | Botafogo           |
| Jairzinho             | Botafogo           |
| Paulo Borges          | Corinthians        |
| Tostão                | Cruzeiro           |
| Toninho Guerreiro     | Santos             |
| Pelé                  | Santos             |
| Edu                   | Santos             |
| Paulo Cézar Lima      | Botafogo           |
| Treinador             |                    |
| João Saldanha         |                    |

## História recente

### Maiores públicos pagantes em jogos oficiais
Os maiores públicos pagantes no Batistão foram:
| Nº | Público | Mandante  | Placar | Visitante     | Data            | Competição              |
| -- | ------- | --------- | ------ | ------------- | --------------- | ----------------------- |
| 1  | 35.273  | Sergipe   | 0-0    | São Paulo     | 6 de fevereiro  | Brasileiro Série A 1983 |
| 2  | 34.595  | Sergipe   | 1-3    | Flamengo      | 30 de outubro   | Brasileiro Série A 1977 |
| 3  | 31.342  | Itabaiana | 0-2    | Flamengo      | 1º de fevereiro | Brasileiro Série A 1981 |
| 4  | 29.415  | Sergipe   | 0-0    | Confiança     | 4 de dezembro   | Sergipano 1983          |
| 5  | 26.405  | Sergipe   | 0–0    | Confiança     | 24 de agosto    | Sergipano 1986          |
| 6  | 25.954  | Sergipe   | 0-1    | Vasco da Gama | 3 de setembro   | Brasileiro Série A 1975 |
| 7  | 24.188  | Sergipe   | 0-3    | Grêmio        | 10 de março     | Brasileiro Série A 1983 |
| 8  | 24.143  | Sergipe   | 3-2    | Confiança     | 1º de junho     | Sergipano 1975          |
| 8  | 24.143  | Sergipe   | 0-0    | Confiança     | 22 de novembro  | Sergipano 1994          |
| 10 | 23.832  | Sergipe   | 1-1    | Confiança     | 29 de setembro  | Sergipano 1974          |
| 11 | 23.379  | Sergipe   | 3-1    | Sport         | 2 de fevereiro  | Brasileiro Série A 1983 |
| 12 | 21.890  | Sergipe   | 0-0    | São Paulo     | 20 de agosto    | Brasileiro Série A 1975 |
| 13 | 21.563  | Confiança | 1-1    | São Paulo     | 8 de setembro   | Brasileiro Série A 1976 |
| 14 | 21.548  | Confiança | 0-1    | Sergipe       | 27 de julho     | Sergipano 1986          |

### Projeto Arena Batistão
O Governo de Sergipe iniciou, em 2009, um ambicioso projeto com objetivo sobre a ampliação do Batistão: sua capacidade passaria de 14.000 para 40.000 pessoas. A partir de então, já em 2010, realizam-se uma série de reuniões semanais com a empresa responsável pela elaboração do projeto executivo de engenharia para sua reforma. Acreditou-se que, em agosto de 2010, se estaria com o projeto de planificação das obras finalizado partindo-se, então, para o início do processo de licitação.
De acordo com o projeto, o Governo iria construir uma arquibancada superior de 2,3 mil metros quadrados, haveria um mini-shopping com área de 5,3 mil metros quadrados e um estacionamento coberto de 3,8 mil metros. A arquibancada inferior aumentaria de 8,1 mil m² para 11 mil m². O projeto que esteve orçado em 87 milhões de reais, iria modernizar o estádio e fortalecer o pleito de Sergipe para ser uma das sub-sedes da Copa do Mundo de 2014.

Visão da torcida do Sergipe após as reformas

No entanto, postergando o desejo da população sergipana em possuir um estádio condizente com a crescente pujança econômica apresentada pelo Estado de Sergipe na última década, ocorreu o desmembramento do projeto anteriormente apresentado. Assim, firmou-se o planejamento de melhorar prioritariamente as condições de modernização do Batistão mas, ao mesmo tempo, se iniciar a mobilização para a criação de uma nova Arena Desportiva na região da Zona de Expansão, cuja capacidade correspondesse o total da área populacional representativa de Sergipe e sua importância estratégica na capital Aracaju. Datado em junho de 2013, o espaço desportivo encontra-se fechado para reforma.

## Clubes mandantes
No corrente ano em atividade, os seguintes clubes mandam seus jogos no Batistão:

### Futebol
- Club Sportivo Sergipe (Equipes masculina e feminina)
- Associação Desportiva Confiança
- Cotinguiba Esporte Clube (2ª Divisão)
- Aracaju Futebol Clube (2ª Divisão)

### Futebol Americano
- Sergipe Bravos
- Confiança Imortais
- Aracaju Lions

### Rugby
- Serigy Rugby Club
- Aracaju Rugby Clube